# Dave Lloyd
Dave Lloyd (Oswestry, 12 ottobre 1949) è un ex ciclista su strada, pistard e mountain biker britannico.
Fu Professionista dal 1971 al 1975, e dal 1979 al 1984, sempre con squadre inglesi.

## Carriera
Lloyd ha iniziato a correre nel 1969. Nel 1973 ottenne la sua prima vittoria da professionista, il GP di Guglielmo Tell, battendo Francesco Moser e Freddy Maertens, ed ottenne il terzo posto al Trofeo Baracchi, in coppia con Phil Bayton.  
Nel 1973, 1974, e 1975  vinse due volte il campionato nazionale di inseguimento dei 5000 metri; nel 1974 stabilì il  record nazionale dell'ora su strada. Nel 1975 una malattia cardiaca costrinse a una pausa dal ciclismo. tornato nel 1979, si ritirò definitivamente nel 1984.
ottenne anche importanti risultati come Mountain Biker, nella specialità del trial.

## Dopo il ritiro
Dopo il ritiro, Lloyd è stato un costruttore di telai per 13 anni. E il patron della corsa con il suo nome, la Dave Lloyd Mega Challenge, disputatasi dal 2008 al 2010. Nel settembre 2009 ha pianificato di tornare alle corse su strada amatoriali partecipando alla gara su strada Derby Mercury.

## Palmarès

### Strada
- 1973

GP di Eckington
Giro di Felixtown
- 1974

Giro di Oxton
- 1983

Girvan 3 Day Race
Giro di Dublino

### Pista
- 1973

Campionati britannici, schretch

## Piazzamenti

### Grandi giri
- Giro d'Italia

1975: ritirato
1976: ritirato
- Tour de France

1975: ritirato

### Classiche monumento
- Milano-Sanremo

1975: 48º
- Liegi-Bastogne-Liegi

1973: 62º